# 松本第一高等学校
松本第一高等学校（まつもとだいいちこうとうがっこう）は、長野県松本市浅間温泉一丁目にある私立高等学校。
文化祭は「香椿祭」（さんちんさい）と称し、学校の付近にかつてあった樹木に由来する。

## 沿革
- 1960年
  - 2月12日 - 外語学院本郷高等学校の設置認可。
  - 4月1日 - 旧本郷村に本郷高等学校として開校。普通科を設置。
- 1971年 - 食物科を設置。
- 1973年 - 民芸コースを設置。
- 1981年 - 大学進学コースを設置。
- 1984年4月1日 - 松本第一高等学校に改称。
- 1996年 - 旧民芸コースを美術工芸コースに改編。
- 2008年 - スポーツサイエンスコースを普通科内に新設。大学進学コースをSS大学進学コースに名称変更し、総合進学コースも設けることで多様な進学に対応するようになった。
- 2014年 - 安曇野市に松本第一高等学校グラウンドが竣工する。

## 学科
- 普通科
  - SS大学進学コース
  - 文理選抜コース
  - 総合進学コース
  - 美術工芸コース
  - スポーツサイエンスコース
- 食物科

## 系列校
- 信濃むつみ高等学校

## 出身者
- 小原道由 - プロレスラー
- 二山治雄 - バレエダンサー
- 牧秀悟 - プロ野球選手（横浜DeNAベイスターズ）
- みたらし三大 - 漫画家
- 百瀬大騎 - 元プロ野球選手（横浜DeNAベイスターズ）

## 交通
- 東日本旅客鉄道大糸線：北松本駅
- アルピコ交通バス新浅間線：松本第一高校前徒歩2分